# امبودیادابو، ماندریتسارا
امبودیادابو، ماندریتسارا (به لاتین: Ambodiadabo, Mandritsara) یک سکونتگاه مسکونی در ماداگاسکار است که در سوفیا (ماداگاسکار) واقع شده‌است.

## خصوصیات
امبودیادابو ۶٬۰۰۰ نفر جمعیت دارد و ۴۲۹ متر بالاتر از سطح دریا واقع شده‌است.